# Чиприано де Роре
Чиприа́но (Киприан) де Роре́ (Cipriano [Cyprianus] de Rore), правильней Ро́ре (1515 или 1516, Ронсе, Фландрия — между 11 и 20 сентября 1565, Парма) — итальянский композитор фламандского происхождения. Родоначальник «второй практики» — нового эстетического направления в музыке позднего Возрождения и раннего барокко.

## Биография и творчество
Роре был знаком с Адрианом Виллартом; возможно, был его учеником. В 1546-59 служил капельмейстером при дворе герцога Эрколе II д'Эсте в Ферраре — одном из крупнейших культурных центров тогдашней Европы. После смерти герцога в 1559 отправился на родину, но, застав в Ронсе хаос и разруху (во Фландрии шла война за независимость), в ноябре 1560 вынужден был вернуться в Италию. Попытки Роре найти работу в престижных Венеции и Мантуе не увенчались успехом. С 1561 г. до конца дней служил капельмейстером при дворе герцога Оттавио Фарнезе в Парме, где также преподавал; среди вероятных учеников Роре — композиторы Жьяш де Верт и Марк Антонио Индженьери.
Центральная часть наследия де Роре — мадригалы для пяти и четырёх голосов, преимущественно на итальянские стихи Петрарки, Ариосто, менее известных и анонимных поэтов. В течение 1542—66 годов они были опубликованы в 8 сборниках (под разными названиями), общим числом около 120. В ранних мадригалах Роре отмечается влияние Вилларта. В музыкальном языке и технике зрелых мадригалов совмещал изысканную франко-фламандскую полифонию (см. Нидерландская школа) и характерные стилевые черты итальянского мадригала XVI века (музыкальную риторику, звукоизобразительность, хроматику, технику note nere). Один из наиболее известных «Calami sonum ferentes» (на латинские стихи Джован Баттисты Пиньи) — образец типичной для итальянского Ренессанса стилизации античности («антикизации»), которая в творчестве композиторов служила поводом для экспериментов в области гармонии, ритма, фактуры и др. средств музыкальной выразительности. Роре — автор 11-частного мадригального цикла «Дева прекрасная» («Vergine bella», из сборника «Канцоньере» Ф. Петрарки), который представляет собой по существу один грандиозный гимн Богородице. Другие его известные мадригалы: «Anchor che col partire» (предположительно на стихи Альфонсо д’Авалоса), «Mia benigna fortuna» (1557; двухчастный; на стихи Петрарки), «Da le belle contrade d’Oriente» (1566; образец экспериментальной гармонии), «O sonno» (1557; на стихи Джованни делла Казы) и др.
Роре также написал более 50 мотетов (в том числе «Infelix ego» [«О, я несчастный!»], на текст знаменитого предсмертного «размышления» Савонаролы), 5 месс, 2 магнификата, многоголосные обработки псалмов, духовные песни (на латинские тексты), несколько шансон.

## Издания
- Cipriano de Rore: Opera omnia, ed. Bernhard Meier // Corpus Mensurabilis Musicae 14, vol. 1-8 (1959—77)